# Cyrtarachne conica
Cyrtarachne conica là một loài nhện trong họ Araneidae.
Loài này thuộc chi Cyrtarachne. Cyrtarachne conica được Octavius Pickard-Cambridge miêu tả năm 1901.